# 中西涼
中西 涼（なかにし りょう、1996年4月6日生 - ）は宮城テレビ放送（ミヤテレ）のアナウンサー。堺市出身。同期に青木秀尚、福盛田悠がいる。

## 人物
- 生年月日：1996年4月6日
- 入社年度：2019年
- 出生地：大阪府堺市
- 出身大学：京都大学
- 趣味：筋トレ、テニス、ラジオ、胸キュン映画鑑賞
- 特技：ツッコミ
- 資格：普通自動車免許、防災士、英検2級、簿記3級、FP3級

## 担当番組
- ちょっとブレイクタイム
- OH！バンデス（移動中継）
- ミヤギnews every.（スポーツコーナー）
- スポーツ中継

## 担当映画
- 劇場版 美少女戦士セーラームーンCosmos（2023年）